# Lakka (Betriebssystem)
Lakka ist eine Linux-Distribution für Mediencomputer mit Fokus auf Retrogaming. Sie basiert auf LibreELEC basiert und ist auf älterer Hardware und Einplatinencomputern lauffähig.

## Anforderungen
Unterstützt werden Geräte mit 32-Bit oder 64-Bit ARM-Architektur darunter Raspberry Pi, Banana Pi oder das Cubieboard, aber auch gewöhnliche PC-Hardware mit x86/x64-Architektur. Darüber hinaus unterstützt die Distribution auch Geräte von Allwinner Technology und Amlogic. Auch die Nintendo Switch wird unterstützt.

## Funktionen
Als grafische Oberfläche kommt RetroArch zum Einsatz, über das nicht nur Spiele gestartet werden oder Gamepads konfiguriert werden, sondern auch eine Systemaktualisierung möglich ist. Durch die Verwendung von Shadern lässt sich die Grafik älterer Spieletitel für moderne großformatige Fernseher optimieren. Auch Xbox-One-Controller oder Controller von Nvidia Shield oder Ouya oder DualShock funktionieren. Auch das Hochskalieren von Spielen in niedriger Auflösung ist möglich.

## Rezeption
Anzela Minosi von Raspberry Pi Geek empfand die grafische Oberfläche als intuitiv und die Ersteinrichtung, die sofort in das Menü startet, als benutzerfreundlich. Sven Bauduin von Computerbase resümierte, das es die libretro-Schnittstelle mit vielen Komfortfunktionen aufwerte.